# یوهانس پوستوموس
یوهانس پوستوموس (به انگلیسی: Johannes Posthumus) (زادهٔ ۲۴ سپتامبر ۱۸۸۷ - درگذشته ۱۲ دسامبر ۱۹۷۸) ژیمناست اهل کشور هلند بود.